# تلمبة سلطاني (مشيز بردسير)
تلمبة سلطاني (بالإنجليزية: Tolombeh-ye Soltani, Bardsir)‏ هي مستوطنة تقع في إيران في كرمان. يقدر عدد سكانها بـ 16 نسمة .